# Шпионинът, който дойде от студа
 Тази статия е за романа на Джон льо Каре.  За филма на Мартин Рит вижте Шпионинът, който дойде от студа (филм).  
„Шпионинът, който дойде от студа“ (на английски: The Spy Who Came in from the Cold) е шпионски роман на английския писател Джон льо Каре, издаден през 1963 година.
Книгата разказва за британски шпионин през Студената война, който се включва в сложна схема за прикриване на британски агент в Източна Германия. Тя е посрещната добре от критиката е се превръща в международен бестселър. През 1965 година е филмирана от режисьора Мартин Рит под заглавието „Шпионинът, който дойде от студа“, като главната роля се изпълнява от Ричард Бъртън.
На български език романът е издаден през 1991 година в превод на Анелия Данилова.